# Парк Хайём
Парк культу́ры и о́тдыха и́мени Ома́ра Хайя́ма (Парк Хайём, тадж. Боғи фарҳангу фароғати ба номи Хайём, до 2017 года — тадж. Боғи Пойтахт — «Столичный парк») — городской парк в Таджикистане. Расположен в северной части правобережья города Душанбе, напротив, с северо-западной стороны находится парк «Лучоб». Открыт в 2011 году.

## Характеристика
Городской парк «Боги Пойтахт» («Столичный парк») расположен в районе Сино г. Душанбе и выходит восточной стороной на реку Душанбинку. Площадь парка достигает — 10 га. По назначению он задуман как развлекательный парк для горожан столицы. Городской парк имеет аттракционы для взрослых — «Американские горки», «Башня свободного падения», «Судно пирата», «Виплеш», «Юпитер», колесо обозрения и др. В центре парка имеется Амфитеатр, вокруг которого расположены цветомузыкальные фонтаны. Здесь для посетителей по вечерам устраиваются концерты и шоу фонтанов.

## История
Парк был запроектирован мэрией города вместо бывшего центрального городского парка культуры и отдыха им В. И. Ленина, на месте которого был заложен новый Городской сад «Боги Рудаки». Открытие парка «Боги Пойтахт» состоялось 6 сентября 2011 г. и было приурочено к празднованию 20-й годовщины независимости Таджикистана.
Переименован мэром Душанбе Рустамом Эмомали в 2017 году.